# Uiraçu-falso
O uiraçu, uiraçu-falso, ou gavião-real-falso (Morphnus guianensis) é uma águia neotropical da família dos acipitrídeos (Accipitridae), a única espécie do gênero Morphnus. É endêmica da América Central e América do Sul.

## Distribuição
Apesar de não haver consenso absoluto entre os órgãos sobre sua distribuição, as observações disponíveis indicam que o uiraçu está esparsamente distribuído, desde o norte da Guatemala e Belize até ao sul do Brasil (onde ocorre quase integralmente na bacia amazônica devido à perda de habitat) e norte da Argentina, ocorrendo em Honduras, Nicarágua, Costa Rica, Panamá, os Andes subtropicais da Colômbia, nordeste da Venezuela, Guiana, Suriname, Guiana Francesa, leste do Equador, Peru, Bolívia e Paraguai.

## Descrição
O uiraçu-falso é uma águia grande, mas esbelta. Mede de 71 a 89 cm de comprimento e tem uma envergadura de 138 a 176 cm. Um pequeno punhado de águias com crista foram pesadas e escaladas de 1,2 a três kg. O peso médio das águias com crista em Tikal, Guatemala, foi reivindicado ser de apenas 1,75 kg, com um macho relatado para pesar 1,27 kg e um punhado de fêmeas de 1,85 a 1,98 kg. As medições padrão indicaram que as fêmeas são cerca de 14% maiores em média do que os machos. O uiraçu-falso tem uma cabeça grande, um efeito reforçado pelo penacho muitas vezes estendido em seu nome. Tem pernas nuas, com um comprimento considerável de tarso de 10,3 a 11,2 cm. A cauda é bastante longa, medindo 34 a 43 cm de comprimento, em parte explicando os pesos consideravelmente baixos citados para uma águia desse tamanho. Esta espécie muitas vezes se sobrepõe ao alcance do gavião-real (Harpia harpyja) menos escasso, que provavelmente é seu parente próximo e é um pouco semelhante em aparência. Há evidências de uma relação interespecífica entre um uiraçu-falso adulto alimentando uma gavião-real juvenil no Panamá, enquanto os gaviões-real adultos estavam ausentes. Durante essas interações, o uiraçu-falso trouxe novo material de nidificação para o ninho e, em algumas ocasiões, trouxe comida para o gavião-real juvenil.

## Ecologia
O uiraçu-falso observa empoleirado por longos períodos de tempo enquanto examina visualmente a floresta ao seu redor. Pode evitar a competição direta com o gavião-real, pegando presas geralmente menores. No entanto, é certamente um poderoso predador aviário por direito próprio e a maioria dos estudos indicou que é principalmente um predador de pequenos mamíferos. Muitas vezes refletidos na dieta estão pequenos macacos, como macacos-prego (cebíneos), micos (Saguinus), e macacos-barrigudos (Lagothrix). Dados da Mata Atlântica do Brasil indicam que macacos de pequeno e médio porte parecem ser o foco, sejam adultos de macacos pequenos como saimiris e micos ou espécimes pequenos e jovens de espécies maiores como Pithecia pithecia e Macaco-aranha-preto (Ateles paniscus), com os macacos atacados estimados em geralmente 0,3 a 3 kg. Outras presas de mamíferos podem incluir numerosos roedores arborícolas, bem como gambás (didelfiídeos), preguiças-comuns (Bradypus variegatus) e juparás (Potos flavus). Outros estudos indicam que o uiraçu-falso é especializado em caçar macacos de pequeno e médio porte em relação a outras aves de rapina da floresta, mas que o uiraçu-falso prefere atacar os filhotes de espécies de macacos ainda menores, como os micos. Em Tikal, as presas primárias parecem ser didelfiídeos, desde minúsculos Marmosa a Didelphis de tamanho médio, e as presas noturnas de uiraçu-falso indicaram uma técnica de caça profundamente pesquisada, que se sobrepôs ao gavião-pega-macaco (Spizaetus tyrannus) na região, mas não com o gavião-de-penacho (Spizaetus ornatus), que, apesar de seu tamanho menor, tendia a pegar presas maiores e ser mais oportunista, além de ter uma predileção mais forte pela caça de pássaros. Os achados de presas primárias na floresta amazônica brasileira foram quase os mesmos, com preferência por pequenos gambás e animais noturnos (cerca de 70% da dieta) com cerca de 69% da dieta sendo mamíferos, seguidos por répteis e pássaros.
Vários estudos também apontaram a abundância de cobras (variedades arbóreas e terrestres com vários casos de predação em jiboias relatados) e outros répteis (principalmente lagartos, incluindo iguanas) em sua base de presas, mas a frequência relativa de diferentes tipos de presas aparentemente varia muito no nível individual e os répteis parecem ocupar uma posição secundária aos mamíferos. As aves podem compreender uma porção maior da dieta para uiraçus-falsos do que para gaviões-reais. Aves como gaios, jacamins (Psophia) e jacus foram observados sendo predados em árvores frutíferas e machos de Rupicola (galo-da-serra) foram predados enquanto se apresentavam visivelmente em seus leks. No entanto, estudos dietéticos indicaram que as aves são ainda menos importantes na dieta do que os répteis. Incidentes de uiraçus-falsos inspecionando ninhos de gaviões-reais foram relatados e, impressionantemente, uma incidência de um uiraçu-falso matando um gavião-real jovem após o nascimento foi relatada.

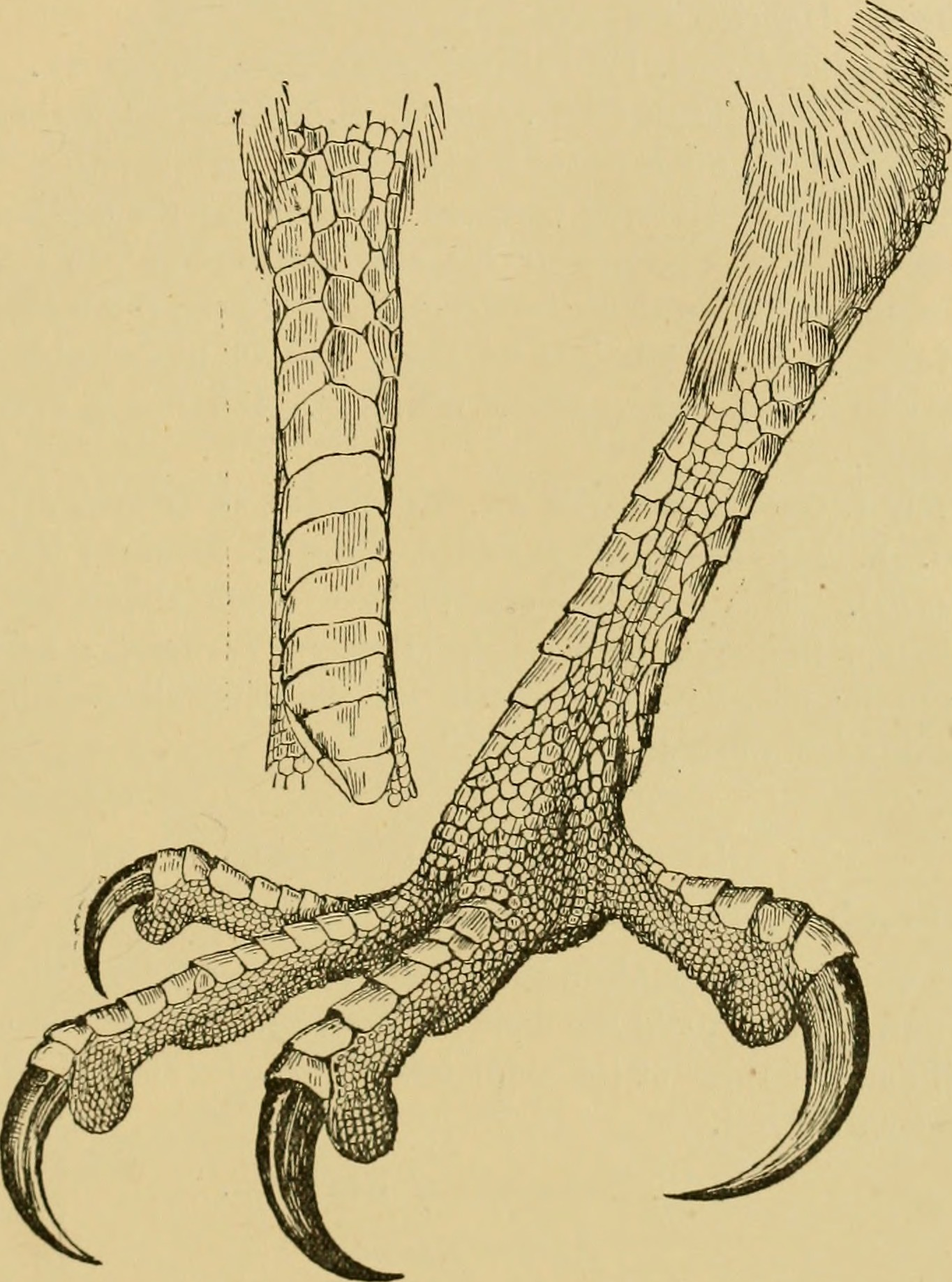
Ilustração do pé e garras de um uiraçu-falso

O uiraçu-falso é quase sempre observado sozinho ou em pares, sendo solitário como a maioria das aves de rapina. A época de reprodução é de março a abril (a fronteira entre a estação seca e a estação chuvosa nos neotrópicos) em diante. Os ninhos estão normalmente na bifurcação principal de uma grande árvore da floresta emergente. O ninho geralmente é enorme, mas tem uma copa relativamente rasa e geralmente fica escondido perto do dossel na vegetação. O tamanho da ninhada parece ser tipicamente dois, mas apenas um uiraçu-falso já foi conhecido por eclodir desses ninhos. Os ovos são ovais brancos opacos. Descobriu-se que um ovo da espécie pode medir 64 × 50,7 mm e pesar 90,5 g. As taxas de crescimento parecem ser típicas para uma águia da floresta, com os espinhos iniciais das asas emergindo em cerca de 21 dias, as penas primárias emergindo de suas bainhas em cerca de quatro semanas e a emplumagem ocorre em cerca de 100 a 110 dias. Diz-se que os uiraçus-falsos fêmeas são diligentes em sentar e alimentar os filhotes, também protegendo o filhote do sol forte ou da chuva, enquanto o macho da espécie fornece principalmente comida, anunciando sua presença com um chamado alto. Mesmo após o nascimento, o jovem uiraçu-falso ainda é conhecido por ser totalmente dependente de seus pais e evidências indicam que pode levar de 16 até talvez 30 meses antes que a águia seja totalmente independente, indicando que normalmente podem se reproduzir apenas a cada dois anos. A reprodução a cada dois anos é típica em águias tropicais, especialmente nas florestas.

## Conservação
O uiraçu-falso sempre pareceu ocorrer em baixas densidades e pode ocasionalmente iludir a detecção em áreas onde ocorrem. Embora ainda tenham uma grande distribuição, são atualmente classificados como quase ameaçados pela Lista Vermelha da União Internacional para a Conservação da Natureza (UICN / IUCN). A população total de adultos reprodutores é estimada em apenas entre 1000 e 10 mil indivíduos. Devido à sua dependência aparentemente alta da floresta em expansão, são altamente afetados pela destruição de habitat. Florestas tropicais como a Amazônia são tão fortemente degradadas e exploradas que são consideradas incapazes de sustentar de forma sustentável a maioria das aves de rapina nativas delas. Acredita-se que o uiraçu-falso não ocorra mais em várias antigas áreas de reprodução onde extensas florestas foram desmatadas. Pensa-se que são ocasionalmente caçados pela população local e, em alguns casos, são abatidos à vista. Se descobertos empoleirados, são relativamente fáceis de atirar, já que geralmente ficam empoleirados por longos períodos de tempo. No México, acredita-se que a espécie tenha sido reduzida pela metade em população, em grande parte devido à perda de habitat. Os dados indicam que a espécie está diminuindo essencialmente em toda a sua extensão.<

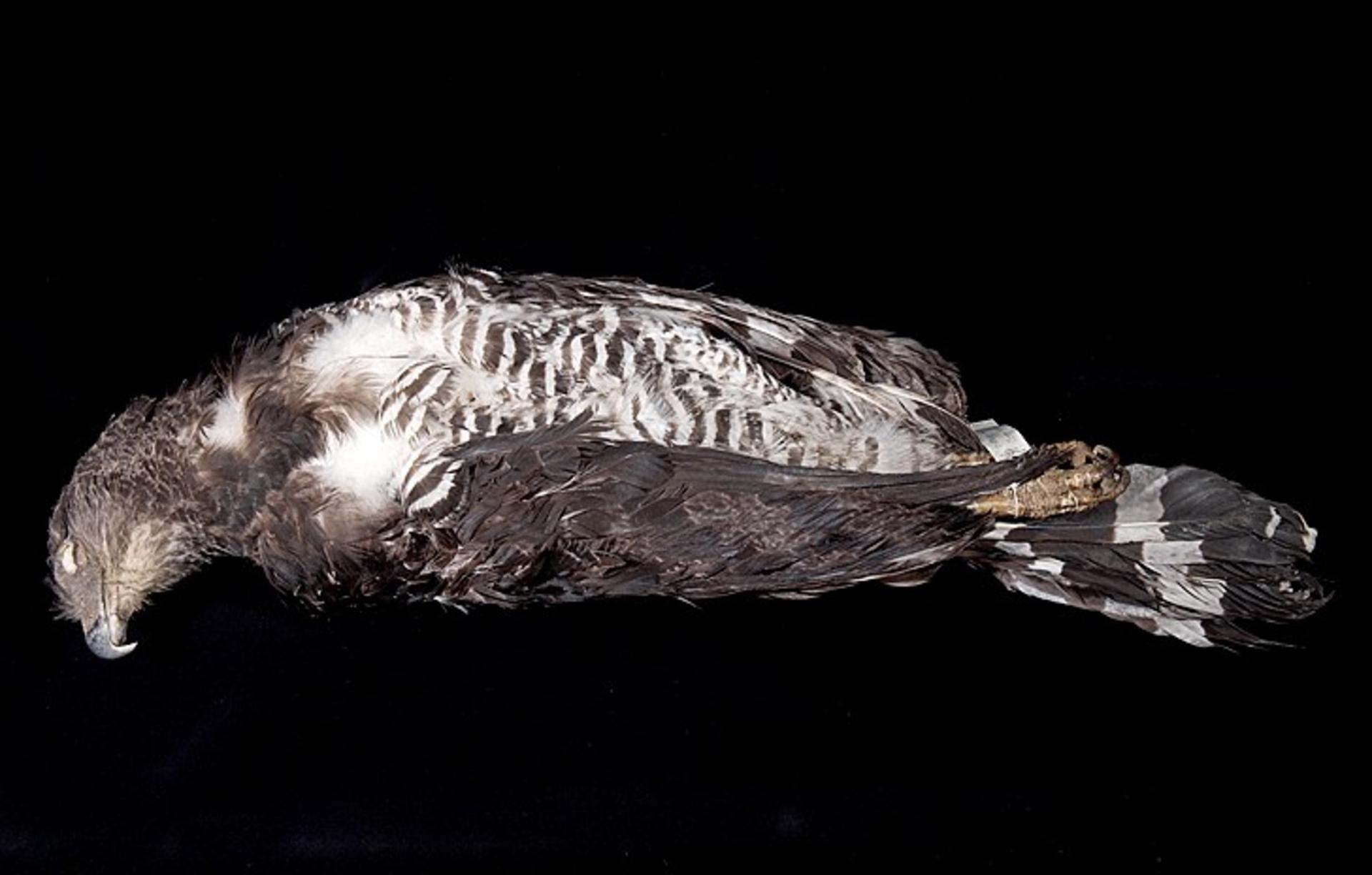
Espécime museológico

Em 2005 foi classificado como criticamente em perigo na Lista de Espécies da Fauna Ameaçadas do Espírito Santo; em 2010, como criticamente em perigo na Lista de Espécies Ameaçadas de Extinção da Fauna do Estado de Minas Gerais e regionalmente extinto no Livro Vermelho da Fauna Ameaçada no Estado do Paraná; em 2011, como criticamente em perigo na Lista das Espécies da Fauna Ameaçada de Extinção em Santa Catarina; em 2014, como vulnerável na Lista das Espécies da Fauna Ameaçadas de Extinção no Rio Grande do Sul, em perigo no Livro Vermelho da Fauna Ameaçada de Extinção no Estado de São Paulo e vulnerável na Portaria MMA N.º 444 de 17 de dezembro de 2014; em 2017, como criticamente em perigo na Lista Oficial das Espécies da Fauna Ameaçadas de Extinção do Estado da Bahia; e em 2018, como vulnerável no Livro Vermelho da Fauna Brasileira Ameaçada de Extinção do Instituto Chico Mendes de Conservação da Biodiversidade (ICMBio) e possivelmente extinto na Lista das Espécies da Fauna Ameaçadas de Extinção no Estado do Rio de Janeiro.